# Riu Mendoza
El riu Mendoza és un riu ubicat al nord de la província de Mendoza, Argentina. Passa per la ciutat de Luján de Cuyo, ubicada a prop de la ciutat de Mendoza, capital de la província, és una de les més importants fonts d'aigua per a reg de país.
Format totalment per aigües de desgel, neix a la localitat de Punta de Vacas, lloc en què conflueixen els rius Tupungato i Cuevas i, immediatament aigües avall, per marge esquerra, el Riu Vacas; des d'aquest lloc rep aportacions dels Rius Colorado i Blanco (per marge dreta) i els Rierols Picheuta i Uspallata per marge esquerra. Irriga les terres dels departaments de Luján de Cuyo, Maipú, Las Heras, Sant Martín i Lavalle a la província de Mendoza i desemboca a les llacunes de Guanacache. Aquestes llacunes -el seu col·lector és el Riu Desaguadero- s'han anat dessecant amb el pas el temps, a causa de la desviació de les aigües dels rius Mendoza i San Juan.
Posseeix un cabal de 50 m³/s i proveeix els principals oasis de la regió.

## Obres hidràuliques
El dic "Cipoletti" va ser construït per l'enginyer italià Cesare Cipolletti i inaugurat el 1890; s'utilitza com a defensa davant de possibles crescudes de cabal i com desviador per a l'aigua de reg que es transfereix al canal Cacique Guaymallén, el més gran de la província.
El 1993, mitjançant la llei N ° 3.543, es va autoritzar la construcció del dic "Las Compuertas", per a presa d'aigua, compost per una presa fusible i una altra mòbil, cadascuna amb les seves comportes, obres de presa amb el seu canal moderador, edificis descarregador i purga, canal d'accés a la presa, canal adductor i càmeres desarenadoras i de compart.
En 2001 va començar a omplir-se l'embassament Potrerillos, situat a 1381 m s. n. m., que va comptar amb una inversió de 268 milions de dòlars i té com a objectius regular els cabals del riu, generar energia hidroelèctrica i dotar d'aigua potable a la població del Gran Mendoza.
En el curs superior d'aquest riu s'ha projectat un complex hidroelèctric, que inclouria quatre petits embassaments i conduiria l'aigua del riu Mendoza al menys 45 km per dins de canonades excavades a la roca. L'obra principal estaria situada a la vall en què es forma el riu, a Punta de Vacas.

## Turisme
Durant l'estiu, és visitat per centenars de turistes que opten per contemplar el paisatge o realitzar diverses activitats esportives, posseeix una àmplia infraestructura per practicar ràfting (classe IV) i caiac sobretot en la vila costanera de Potrerillos.